# Svenska AI Sällskapet
SAIS är en förening som samlar större delen av Sveriges forskare inom artificiell intelligens (AI). AI forskning bedrivs idag på de flesta svenska universitet och högskolorn och är även en viktig del av utbildningen inom datavetenskap men även flera andra områden då AI i sin natur är tvärvetenskaplig. 2005 hade SAIS 84 medlemmar, varav största delen är forskare från svenska universitet och högskolor samt ett antal representanter och forskare från näringslivet. SAIS är medlem i ECCAI, European Coordinating Committee for Artificial Intelligence. Professor  Fredrik Heintz, Linköpings universitet är ordförande. 

## Svenska AI Sällskapets historia
SAIS bildades officiellt den 11 juni 1982, men det första mötet ägde rum redan den 30 januari 1981 i Uppsala. SAIS syftar bland annat till att främja AI-intressen i Sverige i både nationella och internationella sammanhang. SAIS anordnar en årlig konferens, stöder kurser, workshops och konferenser inom områden som anknyter till AI.
På styrelsemötet den 29 mars 2001 fick Lars Nicklasson i uppdrag att kontakta Svenska sällskapet för lärande system, SSLS, angående att ordna gemensamma workshops. På årsmötet 2002 beslutades att ordna en gemensam workshop i Örebro 2003. Gemensamma workshops hölls 2003-2005. På SAIS och SSLS gemensamma årsmöte 2005 beslutades att föreningarna skulle gå ihop och tillsammans bilda ett nytt SAIS.

## SAIS Master Thesis Award
- 2006 Germán Gonzalez, Kungliga Tekniska Högskolan. Kinematic tracking and activity recognition using motion primitives. Handledare Magnus Boman, Kungliga Tekniska Högskolan.
- 2005 John Stening, Högkolan i Skövde. Exploring Internal Simulations of Perception in a Mobile Robot using Abstractions. Handledare Henrik Jacobsson och Tom Ziemke, Högkolan i Skövde.
- 2004 Mikael Asker, Lunds Tekniska Högskola. Logical Reasoning with Temporal Constraints. Handledare Jacek Malec, Lunds Tekniska Högskola.
- 2003 Gunnar Búason, Högskolan i Skövde. Competitive Co-Evolution of Sensory-Motor Systems. Handledare Tom Ziemke, Högskolan i Skövde.
- 2002 Dan-Anders Jirenhed, Linköpings universitet. Exploring Internal Simulation of Perception in a Mobile Robot. Handledare Tom Ziemke, Högskolan i Skövde.
- 2000
  - Mathias Broxvall, Linköpings universitet. Computational Complexity of Point Algebras for Nonlinear Time
  - Rockard Cöster, Stockholms universitet. Learning from Relevance Feedback in Latent Semantic Indexing
  - Christian Guttmann, Kungliga Tekniska Högskolan. A Software Architecture for Four-Legged Robots